# Kabala (Sierra Leone)

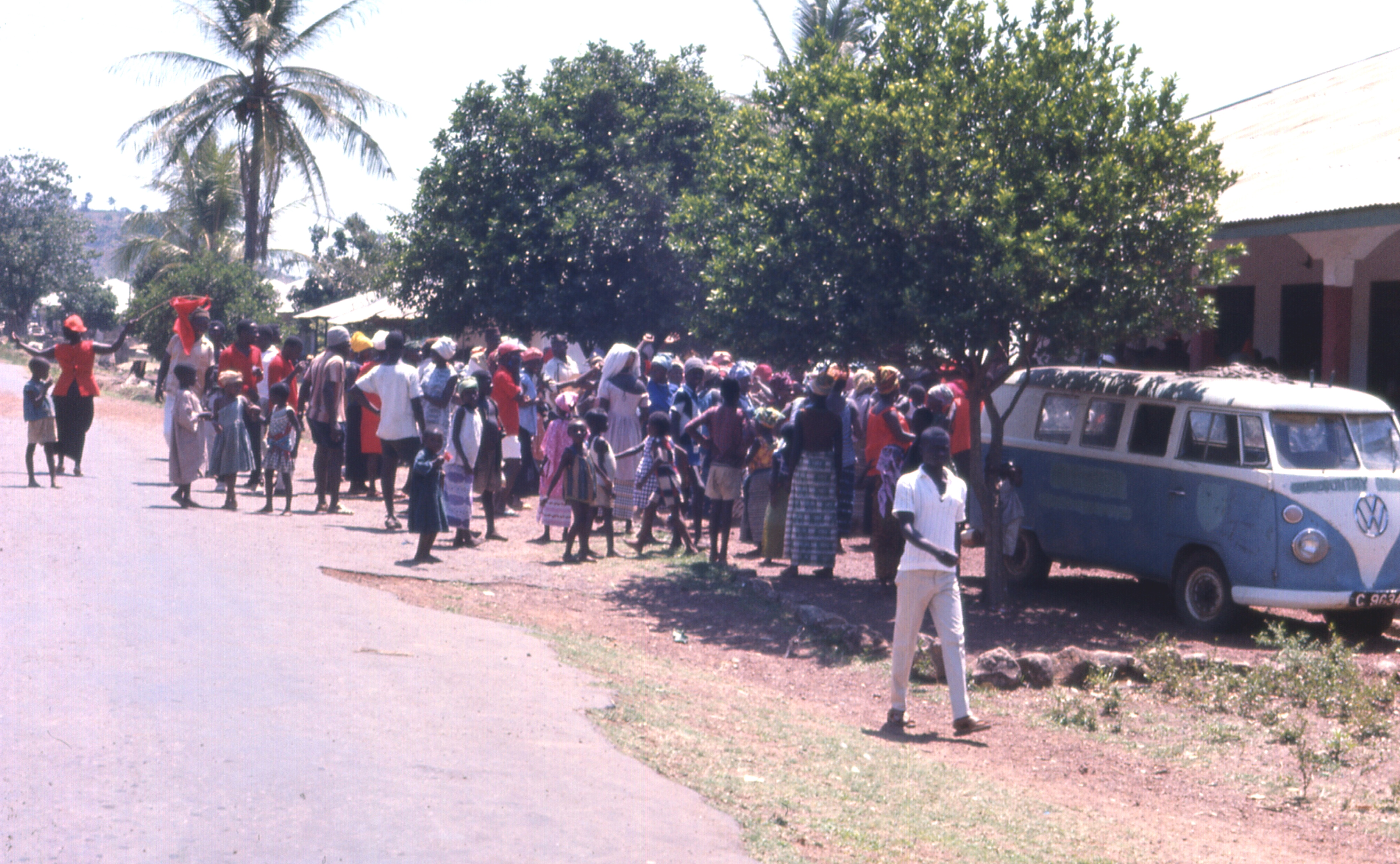
Het Congres van de partij All People's Congress

Kabala is de hoofdstad van het district Koinadugu, gelegen in de provincie Northern in Sierra Leone. Er wonen 40 074 mensen in de stad (schatting 2010). In 2004 woonden er slechts 14 108 mensen in Kabala. De bevolking van Kabala is voornamelijk moslim, ook al is er een groeiend aantal christenen in de stad. In de stad leven heel veel etnische volken samen. Er leven in de stad mensen met de etniciteit Fulbe, Mandinka, Limba, Temne en meer.